# Plan de los Mil Talentos
El Plan de los Mil Talentos (TTP) (chino: 千人计划; pinyin: Qiān rén jìhuà) o Programa de los Mil Talentos (chino: 海外高层次人才引进计划; pinyin: Hǎiwài gāo céngcì réncái yǐnjìn jìhuà) fue establecido en 2008 por el gobierno central de China para reconocer y reclutar a los principales expertos internacionales en investigación científica, innovación y espíritu empresarial.
El programa se elevó aún más en 2010 para convertirse en el premio de máximo nivel otorgado a través del Plan Nacional de Desarrollo de Talentos de China, un plan que fue concebido conjuntamente por el Comité Central del Partido Comunista de China y el Consejo de Estado de la República Popular China en 2010 para fortalecer la innovación y la competitividad internacional dentro de China.
La cátedra del Plan de los Mil Talentos es el más alto honor académico otorgado por el Consejo de Estado, análogo al premio de alto nivel otorgado por el Ministerio de Educación. El programa incluye dos mecanismos: recursos para el reclutamiento permanente en la academia china, y recursos para nombramientos de corto plazo que típicamente se dirigen a expertos internacionales que tienen un empleo de tiempo completo en una universidad o laboratorio de investigación internacional líder.
El programa tiene tres categorías:
- Plan Innovador de los Mil Talentos (largo y corto plazo) - para académicos chinos menores de 55 años de edad.

- Plan Extranjero de los Mil Talentos (largo / corto plazo) - para extranjeros menores de 55 años de edad.

- Plan Joven Estudiante de los Mil Talentos o Proyecto de China de Talentos Jóvenes en el Extranjero - para los menores de 40 años de edad.

## Becados
Los becados incluyen profesores de estas universidades: 
- Universidad de Soochow, prof. Mario Lanza[4]

## Reacción
En noviembre de 2019, el Subcomité Permanente de Investigaciones del Senado de los EE. UU. y el Comité de Seguridad Nacional y Asuntos Gubernamentales celebraron una audiencia abierta sobre los Planes de Reclutamiento de Talentos de China, incluyendo el TTP, y calificaron los programas como una amenaza a la seguridad nacional. El informe de la audiencia citó los contratos del TTP como una violación de los valores de la investigación, los miembros del TTP no revelaron voluntariamente su afiliación a sus instituciones de origen, y citó numerosos casos contra los miembros del TTP por robo de propiedad intelectual y fraude. Un miembro del TTP robó información privada de defensa sobre los motores de los aviones militares de EE. UU. El informe indicaba que el "TTP tiene como objetivo a los investigadores y científicos de los Estados Unidos, sin importar su origen étnico o su ciudadanía, que se dedican o tienen acceso a la investigación y la tecnología de vanguardia".
Aunque el programa ha logrado atraer a China a los mejores talentos internacionales, se ha puesto en duda su eficacia para retener a estas personas con talento, ya que muchos de los científicos más talentosos están dispuestos a pasar breves períodos en China pero no están dispuestos a abandonar sus puestos fijos en las principales universidades occidentales. Además, algunos profesores del Plan de los Mil Talentos han informado de fraudes en el programa, como la apropiación indebida de fondos de subvención, malas condiciones de alojamiento y violaciones de la ética de la investigación. Se han producido despidos debido a conexiones no reveladas con el TTP. Las personas que reciben cualquiera de los dos premios académicos más importantes de China, la Cátedra de los Mil Talentos y la Beca Changjiang (Río Yangtze), se han convertido en objetivos de contratación de las universidades más ricas de China con tanta frecuencia que el Ministerio de Educación emitió avisos tanto en 2013 como en 2017 en los que se desalentaba a las universidades chinas que reclutaran a los mejores talentos entre sí.
El éxito del programa en la contratación de científicos capacitados estadounidenses para que regresen a China ha sido visto con preocupación por los Estados Unidos, ya que un informe de junio de 2018 del Consejo Nacional de Inteligencia declaró que una motivación subyacente del programa era "facilitar la transferencia legal e ilícita de tecnología, propiedad intelectual y conocimientos técnicos de los Estados Unidos" a China. En enero de 2020, el FBI arrestó a Charles M. Lieber, el presidente del Departamento de Química y Biología Química de la Universidad de Harvard, por mentir sobre sus vínculos con el programa.